# Ismaïl Omar Guelleh
Pour les articles homonymes, voir IOG.
Ismaïl Omar Guelleh (en somali : Ismaaciil Cumar Geelle ; en arabe : اسماعيل عُمر جليه), souvent désigné par ses initiales IOG, né le 27 novembre 1947, à Dire Dawa ou Aïcha (où son père est chef de gare) en Éthiopie, est un homme d'État djiboutien, président de la République depuis 1999. 

## Biographie

### Famille

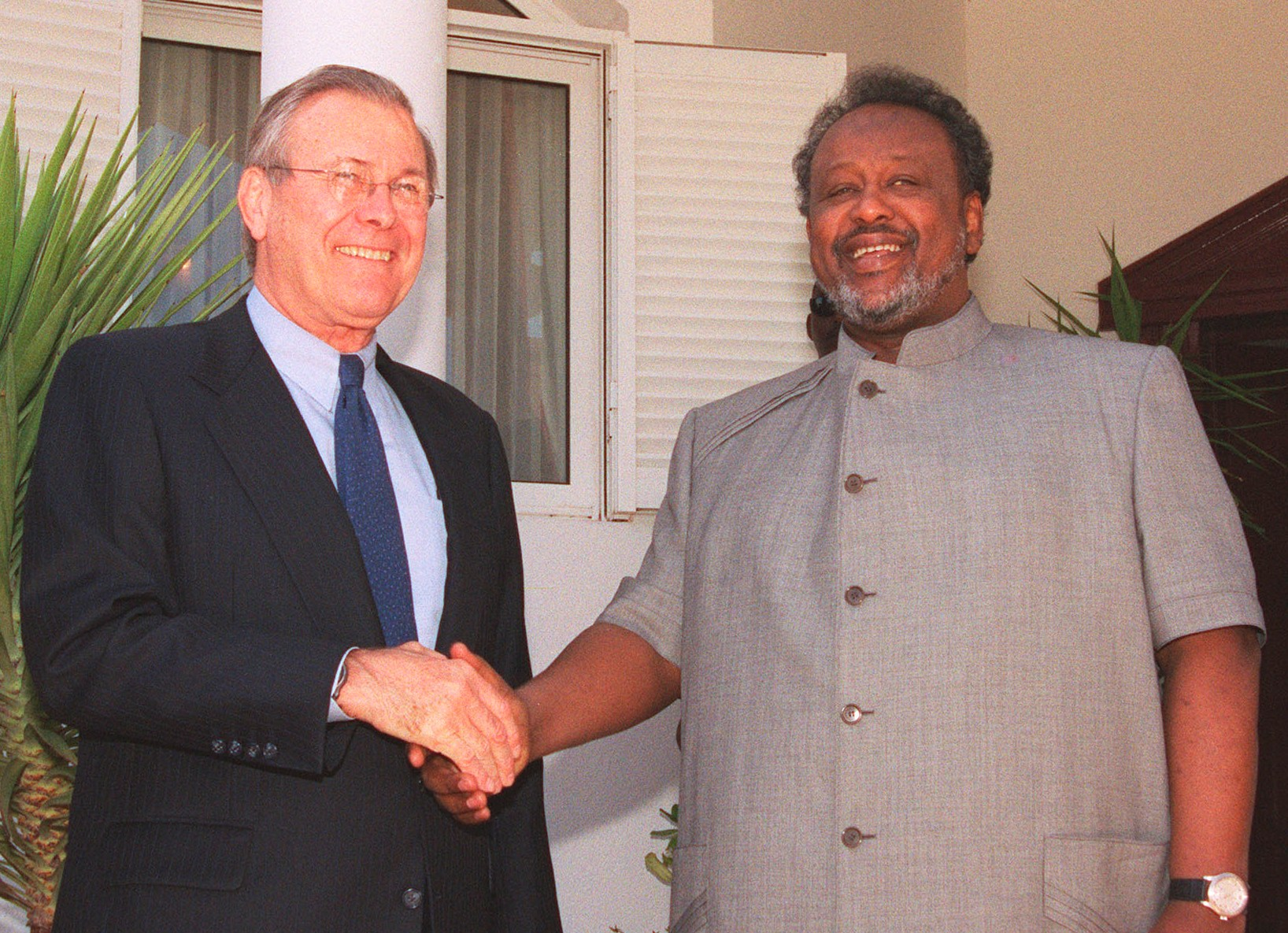
Ismaïl Omar Guelleh (à droite) et Donald Rumsfeld (à gauche), en 2002.

Issu de clan des Mamassans, une des composantes de la tribu somali des Issas, Ismaïl Omar Guelleh est le petit-fils de Guelleh Mohamed, plus connu sous le nom de Guelleh Batal, un des notables signataires de l'« accord franco-issa » du 30 août 1917 qui ratifie la « cession en toute propriété au Gouvernement français des côtes, havres, rades, îles et territoires occupés de temps immémorial par les tribus issas » (art. 2). En reconnaissance, Guelleh Batal obtint de l'administration française le poste de recruteur pour le compte du chemin de fer franco-éthiopien (CFE).[réf. nécessaire]
Le père d'Ismaïl Omar Guelleh, fils de Guelleh Batal, est Omar Guelleh, un des premiers instituteurs autochtones dans les années 1930 avant de travailler, suivant la voie de son père, pour le compte de la Compagnie du chemin de fer franco-éthiopien (CFE) qui exploitait la ligne reliant Djibouti à Addis-Abeba et dont la direction technique se trouvait à Dire Dawa, ville elle-même créée par la compagnie.
Le grand-père de ce dernier, Oumar Ali Adal, « serait un des premiers Issas à avoir rejoint le Pingouin mouillé en face de ce qui deviendra Djibouti ».
À Dire Dawa, Ismaïl Omar Guelleh suit l’enseignement traditionnel à l’école coranique, puis à l’école française Charles-de-Foucault à Djibouti.

### Jusqu'à l'indépendance
En 1965, à l’âge de 18 ans, Ismail Omar Guelleh commence à travailler au sein des Renseignements généraux du Territoire français des Afars et des Issas, car il parle l’amharique, le somali, l’arabe, le français, l’italien et l’anglais.
Selon sa biographie officielle, il est suspendu de ses fonctions en 1974, car soupçonné de transmettre des informations à la mouvance indépendantistes. Il s'investit alors dans la Ligue populaire africaine pour l'indépendance (LPAI) présidée par Hassan Gouled Aptidon (qui appartient au même groupe familial élargi, ou « clan »), qui milite pour l' indépendance.
En 1977, Ismaïl Omar Guelleh est membre de la délégation qui négocie avec la France l’indépendance de son pays. L’indépendance est proclamée le 27 juin 1977. Le nouveau président de la République, Hassan Gouled, le nomme alors chef de son cabinet. Il est donc impliqué dès le début dans la gestion du pays confronté à un conflit externe, la guerre de l'Ogaden entre la Somalie et l'Éthiopie, et des tensions internes.

### L'homme politique
Ismaïl Omar Guelleh ne tarde pas à coiffer aussi les services de sécurité, s’attirant rapidement une réputation d’« homme fort » et accusé par ses pairs d'être tout dévoué à son clan des Mamassans (Issas). C'est à ce titre qu'il est accusé d'être impliqué dans l'affaire Borrel ainsi que dans l'attentat du Café de Paris.
Membre du parti présidentiel, le Rassemblement populaire pour le progrès (RPP), dès sa création en 1979, il est élu président du comité central et de la commission culturelle en 1981.
À la fin des années 1980, Djibouti n’échappe pas au vent de démocratisation qui touche le continent africain. Au sein de l’opposition multiforme au régime, un mouvement armé actif apparaît dans le Nord : le Front pour la restauration de l’unité et la démocratie (FRUD). Pour Ismaïl Omar Guelleh, qui participe aux pourparlers avec l’opposition pour introduire le multipartisme et la démocratie, la rébellion est « un complot fomenté par les socialistes français », alors au pouvoir en France. Il parvient à diviser le FRUD, mais l’augmentation des effectifs de l’armée nationale de 3 000  à   15 000 hommes met le pays dans une situation financière désastreuse, qui contraint Djibouti à faire appel au Fonds monétaire international (FMI).

### Président de la République
Après le retrait d'Hassan Gouled, Ismaïl Omar Gelleh est investi par le RPP, puis élu président de la République le 9 avril 1999, avec des fraudes électorales massives. Il devient officiellement élu avec plus de 74 % des suffrages,.
Lors de son arrivée au pouvoir en avril 1999, les analystes des renseignements français le décrivent comme « intelligent et habile, totalement corrompu, affairiste, ambitieux, sans aucun scrupule moral ou humain. Ses brutalités, son comportement scandaleux et sa richesse ostentatoire le rendent particulièrement impopulaire. »
Le nouveau chef de l’État bénéficie d’un contexte international favorable, bien que l’opposition ne cesse de grandir face au clientélisme et au tribalisme dont elle accuse le pouvoir. Le 12 mai 2001, une partie du FRUD restée dans l'opposition signe à son tour un accord de paix.
À partir de 2000, Ismaïl Omar Guelleh poursuit une politique de développement de l'économie nationale, dans l'objectif de sortir le pays de la crise économique des années de guerre. À travers une politique de privatisation massive, telle l'Autorité des ports et de la zone franche de Djibouti qui a vu sa gestion privatisée le 1er juin 2000 sous la forme d’une concession au profit du Dubai Ports World (notamment grâce à Abdourahman Boreh) et une série de projets analogues, la situation économique du pays se transforme. Les retards des salaires se régularisent[réf. nécessaire].
Une réforme globale du système éducatif est mise en place avec la création des nombreux établissements éducatifs et l'ouverture de la première université djiboutienne, qui voit le jour en 2000. La création d'emploi est mise au cœur de la politique de l'État et le taux de chômage régresse[réf. nécessaire] bien qu'il persiste toujours.
Ismaïl Omar Guelleh est réélu avec officiellement 94 % des suffrages exprimés lors de l'élection présidentielle du 8 avril 2005, l'opposition ayant appelé au boycott. La participation a été officiellement de 79 % (20 % selon l'opposition), mais le corps électoral ne représente qu'un quart de la population, soit environ 200 000 électeurs pour 800 000 habitants estimés.
En avril 2010, le Parlement vote une réforme constitutionnelle permettant à Ismaïl Omar Guelleh de briguer un troisième mandat. Il est donc réélu président de la République au premier tour le 8 avril 2011, obtenant 80,6 % des suffrages exprimés contre 19,4 % à Mohamed Warsama Ragueh, avec un taux de participation de 69,7 %.
En août 2014, il aurait été la cible de tirs d'un membre de sa garde lors d'une cérémonie à l'aéroport, sans être atteint.
Le 8 janvier 2016, il est officiellement investi en tant que candidat par la coalition UMP pour l'élection présidentielle du 8 avril suivant, qui voit sa réélection dès le premier tour avec 86,28 % des voix.
Le 25 janvier 2019, il a reçu le Padma Vibhushan, la deuxième plus haute distinction accordée à des civils par l'Inde, pour son rôle dans l'évacuation en toute sécurité de citoyens indiens du Yémen.
La liberté de presse est inexistante sous son gouvernement. Reporters sans frontières situe, en 2020, Djibouti à la 176e place dans son classement (sur 179 pays), décrivant une situation de « terreur médiatique ».
Le 9 avril 2021, Ismaïl Omar Guelleh est réélu à la tête de l'État dès le premier tour avec 98,58 % des voix. Le 15 mai 2021, se tient la cérémonie d’investiture qui inaugure officiellement le cinquième mandat pour lequel il a été élu.

## L'affaire Borrel
À partir de 2004, l'affaire Borrel complique les relations avec la France car Élisabeth Borrel, veuve du juge mort à Djibouti, accuse le président djiboutien d’être l’un des commanditaires de l’assassinat de son mari en 1995.
En 2005, six coopérants français sont expulsés à cause de la décision de la justice française de demander l’audition du chef des services secrets djiboutiens dans le cadre de l’affaire Borrel.
Le 14 février 2007, la juge d'instruction Sophie Clément demande à entendre IOG comme témoin alors qu'il devait participer au sommet Afrique-France à Cannes deux jours plus tard. Le ministère français de la Justice précise alors qu'en raison de son immunité, il « ne pouvait être contraint de témoigner ».
L’Élysée intervient directement pour freiner le déroulement de l’enquête. Lors d'une rencontre avec son homologue djiboutien, le président français Jacques Chirac lui recommande d'attaquer la France devant la Cour internationale de justice. L'objectif consiste à faire juger l'affaire à Djibouti. Élisabeth Borrel dénonce un cas de haute trahison de l’exécutif français pour faire barrage à la justice de son propre pays.
La juge d'instruction engage également des poursuites contre deux hauts responsables djiboutiens (Djama Souleiman, procureur général, et Hassan Saïd Khaireh, chef de du Service de documentation et de sécurité) pour subornation de témoins mais, après une condamnation en première instance en mars 2008, en mai 2009, la cour d'appel de Versailles relaxe les deux hommes, défendus par maître Francis Szpiner. En juin 2008, la Cour internationale de justice de La Haye rend une décision nuancée sur le dossier. Depuis lors, le poids de cette affaire tend à diminuer dans les relations entre Djibouti et la France.